# Campeonato Mundial de Snowboard de 2023
O Campeonato Mundial de Snowboard de 2023 foi a 15ª edição do evento organizado pela Federação Internacional de Esqui (FIS) e pela Federação de Esqui da Geórgia, na cidade de Bakuriani, na Geórgia, no período de 19 de fevereiro a 4 de março de 2023. Foram disputadas 14 provas de snowboard, sendo realizado paralelamente o 19º Campeonato Mundial de Esqui Estilo Livre. Essa foi a 1º vez que o país sedia um campeonato mundial de esportes de neve.

## Agenda
Foi realizado um total de 14 eventos nas provas de Snowboard.
| Q | Qualificação | F | Final |

| Evento ↓ / Data →       | Fevereiro | Fevereiro | Fevereiro | Fevereiro | Fevereiro | Fevereiro | Fevereiro | Fevereiro | Fevereiro | Fevereiro | Fevereiro | Fevereiro | Fevereiro | Fevereiro | Fevereiro | Março | Março | Março | Março |
| Evento ↓ / Data →       | Dom 19    | Dom 19    | Seg 20    | Ter 21    | Ter 21    | Qua 22    | Qui 23    | Qui 23    | Sex 24    | Sáb 25    | Sáb 25    | Dom 26    | Seg 27    | Seg 27    | Ter 28    | Qua 1 | Qui 2 | Sex 3 | Sáb 4 |
| ----------------------- | --------- | --------- | --------- | --------- | --------- | --------- | --------- | --------- | --------- | --------- | --------- | --------- | --------- | --------- | --------- | ----- | ----- | ----- | ----- |
| Snowboard cross         |           |           |           |           |           |           |           |           |           |           |           |           |           |           |           | F     |       |       |       |
| Snowboard cross equipe  |           |           |           |           |           |           |           |           |           |           |           |           |           |           |           |       | F     |       |       |
| Slalom gigante paralelo | Q         | F         |           |           |           |           |           |           |           |           |           |           |           |           |           |       |       |       |       |
| Slalom paralelo         |           |           |           | Q         | F         |           |           |           |           |           |           |           |           |           |           |       |       |       |       |
| Slalom paralelo equipe  |           |           |           |           |           | F         |           |           |           |           |           |           |           |           |           |       |       |       |       |
| Slopestyle              |           |           |           |           |           |           |           |           | QM        |           |           |           | QF        | F         |           |       |       |       |       |
| Halfpipe                |           |           |           |           |           |           |           |           |           |           |           |           |           |           |           | Q     |       | F     |       |
| Big air                 |           |           |           |           |           |           |           |           |           |           |           |           |           |           |           |       | Q     |       | F     |

## Medalhistas
Esses foram os resultados da competição.

### Masculino
| Evento                           | Ouro                         | Ouro                         | Prata                        | Prata                  | Bronze                         | Bronze                    |
| -------------------------------- | ---------------------------- | ---------------------------- | ---------------------------- | ---------------------- | ------------------------------ | ------------------------- |
| Snowboard cross detalhes         | Jakob Dusek · Áustria        | Jakob Dusek · Áustria        | Martin Nörl · Alemanha       | Martin Nörl · Alemanha | Omar Visintin · Itália         | Omar Visintin · Itália    |
| Slalom gigante paralelo detalhes | Oskar Kwiatkowski · Polónia  | Oskar Kwiatkowski · Polónia  | Dario Caviezel · Suíça       | Dario Caviezel · Suíça | Alexander Payer · Áustria      | Alexander Payer · Áustria |
| Slalom paralelo detalhes         | Andreas Prommegger · Áustria | Andreas Prommegger · Áustria | Arvid Auner · Áustria        | Arvid Auner · Áustria  | Arnaud Gaudet · Canadá         | Arnaud Gaudet · Canadá    |
| Big air detalhes                 | Taiga Hasegawa · Japão       | 177.25                       | Mons Røisland · Noruega      | 157.25                 | Nicolas Huber · Suíça          | 150.50                    |
| Halfpipe detalhes                | Lee Chae-un Coreia do Sul    | 93.50                        | Valentino Guseli · Austrália | 93.00                  | Jan Scherrer · Suíça           | 89.25                     |
| Slopestyle detalhes              | Marcus Kleveland · Noruega   | 87.23                        | Ryoma Kimata · Japão         | 83.45                  | Chris Corning · Estados Unidos | 82.18                     |

### Feminino
| Evento                           | Ouro                       | Ouro                      | Prata                                | Prata                    | Bronze                              | Bronze                              |
| -------------------------------- | -------------------------- | ------------------------- | ------------------------------------ | ------------------------ | ----------------------------------- | ----------------------------------- |
| Snowboard cross detalhes         | Eva Adamczyková · Chéquia  | Eva Adamczyková · Chéquia | Josie Baff · Austrália               | Josie Baff · Austrália   | Lindsey Jacobellis · Estados Unidos | Lindsey Jacobellis · Estados Unidos |
| Slalom gigante paralelo detalhes | Tsubaki Miki · Japão       | Tsubaki Miki · Japão      | Daniela Ulbing · Áustria             | Daniela Ulbing · Áustria | Aleksandra Król · Polónia           | Aleksandra Król · Polónia           |
| Slalom paralelo detalhes         | Julie Zogg · Suíça         | Julie Zogg · Suíça        | Ladina Jenny · Suíça                 | Ladina Jenny · Suíça     | Sabine Schöffmann · Áustria         | Sabine Schöffmann · Áustria         |
| Big air detalhes                 | Anna Gasser · Áustria      | 162.50                    | Miyabi Onitsuka · Japão              | 161.25                   | Tess Coady · Austrália              | 153.25                              |
| Halfpipe detalhes                | Cai Xuetong · China        | 90.50                     | Elizabeth Hosking · Canadá           | 85.50                    | Mitsuki Ono · Japão                 | 83.00                               |
| Slopestyle detalhes              | Mia Brookes · Grã-Bretanha | 91.38                     | Zoi Sadowski-Synnott · Nova Zelândia | 88.78                    | Miyabi Onitsuka · Japão             | 83.05                               |

### Misto
| Evento                          | Ouro                                              | Prata                                            | Bronze                                   |
| ------------------------------- | ------------------------------------------------- | ------------------------------------------------ | ---------------------------------------- |
| Slalom paralelo equipe detalhes | Itália · Aaron March · Nadya Ochner               | Áustria · Andreas Prommegger · Sabine Schöffmann | Suíça · Dario Caviezel · Julie Zogg      |
| Snowboard cross equipe detalhes | Grã-Bretanha · Huw Nightingale · Charlotte Bankes | Áustria · Jakob Dusek · Pia Zerkhold             | França · Merlin Surget · Chloé Trespeuch |

## Quadro de medalhas
A seguir o quadro final de medalhas. 
| Ordem | País           | Medalha de ouro | Medalha de prata | Medalha de bronze | Total |
| ----- | -------------- | --------------- | ---------------- | ----------------- | ----- |
| 1     | Áustria        | 3               | 4                | 2                 | 9     |
| 2     | Japão          | 2               | 2                | 2                 | 6     |
| 3     | Grã-Bretanha   | 2               | 0                | 0                 | 2     |
| 4     | Suíça          | 1               | 2                | 3                 | 6     |
| 5     | Polónia        | 1               | 0                | 1                 | 2     |
| 5     | Itália         | 1               | 0                | 1                 | 2     |
| 7     | China          | 1               | 0                | 0                 | 1     |
| 7     | Noruega        | 1               | 0                | 0                 | 1     |
| 7     | Coreia do Sul  | 1               | 0                | 0                 | 1     |
| 7     | Chéquia        | 1               | 0                | 0                 | 1     |
| 9     | Austrália      | 0               | 2                | 1                 | 3     |
| 10    | Canadá         | 0               | 1                | 1                 | 2     |
| 11    | Alemanha       | 0               | 1                | 0                 | 1     |
| 11    | Nova Zelândia  | 0               | 1                | 0                 | 1     |
| 11    | Noruega        | 0               | 1                | 0                 | 1     |
| 14    | Estados Unidos | 0               | 0                | 2                 | 2     |
| 15    | França         | 0               | 0                | 1                 | 1     |
| Total | Total          | 14              | 14               | 14                | 42    |